# Orgullo de Shanghái
El Orgullo de Shanghái (en chino: 上海骄傲节; en pinyin: Shànghǎi jiāo'ào jié) es una serie de eventos de celebración del orgullo LGBT en Shanghái, principalmente en forma de exposiciones de arte y proyecciones de películas. Fue uno de los primeros eventos LGBT que tuvo lugar en China continental. Los eventos organizados por una ONG de Shanghái bajo la denominación «Shanghai Pride» han estado en pausa desde 2020.

## Historia
En 2009, el evento se llevó a cabo por primera vez del 7 al 13 de junio de 2009. El evento se celebró como un festival del orgullo con eventos culturales en lugares privados. El evento se enmarcó como una fiesta de entretenimiento para extranjeros sin desfile público para evitar la atención oficial. Los organizadores declararon que este fue el primer festival LGBT en China; hay personas, en su mayoría activistas LGBT chinos, que dicen que hubo eventos LGBT organizados que ocurrieron antes del Orgullo de Shanghái.
El festival contó con eventos como una exhibición de arte y proyecciones de películas. También hubo una gran fiesta organizada por un lugar de propiedad privada. Tres mil personas de China y otros países asistieron al festival. También iba a haber una rifa para recaudar fondos para el proyecto Huérfanos del SIDA de la Fundación Chiheng.
El evento en 2019 se llevó a cabo del 18 de mayo al 16 de junio:
- El primer evento fue el «Rainbow Bike Pride». El «Shanghai Pride Rainbow Bike Ride» de 2019 se llevó a cabo el sábado 18 de mayo para conmemorar el Día Internacional contra la Homofobia, la Transfobia y la Bifobia (IDAHOTB). Seis equipos partieron de todos los rincones de Shanghái, serpenteando por la ciudad a través de diferentes rutas antes de converger en Cotton's, un lugar de alimentación ubicado en Xinhua Road. Cada uno de los seis equipos representó un color de la bandera del arcoíris. Los ciclistas se reunieron en el punto de partida ataviados con camisetas Pride y mochilas Pride personalizadas. Entre las 10:30 am y las 11:30 am, los seis equipos llegaron a Cotton's en rápida sucesión. Un equipo de voluntarios los esperaba para darles la bienvenida, tomándoles fotos grupales y arreglándoles un lugar para descansar.[7]
- Después del «Rainbow Bike Pride», se realizaron múltiples festivales de cine y exposiciones de arte. En los festivales de cine se proyectaron varias películas de temática LGBT. En las exhibiciones de arte (Pride Art), se le pidió al público que enviara obras de arte que mostraran la identidad propia, la diversidad y el Orgullo, para que se exhibieran en la muestra.
- El 13 de junio se llevó a cabo la Conferencia Pride Out & Equal de Shanghái. Por segundo año, Shanghai Pride se asoció con Out & Equal Workplace Advocates para discutir cómo promover la diversidad e inclusión LGBT en el lugar de trabajo. Más de 100 empresas asistieron al foro de este año, duplicando la asistencia del año anterior.[8]
- El 15 de junio tuvo lugar la Corrida del Orgullo anual. Siete equipos separados, de siete puntos de partida diferentes, corrieron hacia Andaz Xintiandi, Shanghái, donde un brunch buffet esperaba a los corredores.[9]

El evento encontró restricciones en 2020 como resultado de la creciente represión del Partido Comunista Chino sobre la sociedad civil y la defensa pública de los derechos LGBTQ en China. Después de la edición de 2020, los organizadores dijeron que estaban cancelando todas las próximas actividades y "tomando un descanso de la programación de eventos futuros". Uno de los organizadores, Raymond Phang, luego precisó que "el Orgullo ha crecido a una escala que probablemente era demasiado visible", probablemente tenga un impacto y, por lo tanto, capte demasiada atención (no deseada)", y también precisando que: "Tengo que aclarar que no fuimos solicitados (por funcionarios) para suspender el Orgullo. Fue nuestra propia decisión. Fue en 2020 que la atención que se nos prestó aumentó tanto que impactó en la vida personal de nuestros organizadores. Debido a las restricciones de la pandemia y a que nos etiquetaron como 'fuerzas extranjeras' (境外势力 jìngwài shìlì), nos sentimos realmente agotados y queríamos descansar". Phang también agregó que los voluntarios que solían trabajar para el Orgullo de Shanghái todavía organizan eventos en Shanghái, aunque ya no con el mismo nombre.